# Estadi Fernando Torres
L'Estadi Fernando Torres és un estadi polivalent situat a Fuenlabrada, Comunitat de Madrid, Espanya. Actualment s'utilitza per a partits de futbol i és l'estadi local del CF Fuenlabrada.

## Història
Construït l'any 2011, deu el seu nom a Fernando Torres (nascut a la ciutat de Fuenlabrada), l'estadi va ser inaugurat l'1 de setembre d'aquell any en un amistós contra l'Atlètic de Madrid, primer club de Torres, amb els seus pares com a convidats d'honor. El 2017, l'estadi va acollir el Reial Madrid en un partit de Copa del Rei que va acabar amb una victòria per 2-0 per als blancs.
El juny de 2019, després de l'ascens del CF Fuenlabrada a Segona Divisió, l'estadi va passar per unes construccions que incloïen una adequació per complir els criteris de la LFP.